# BMW R 50

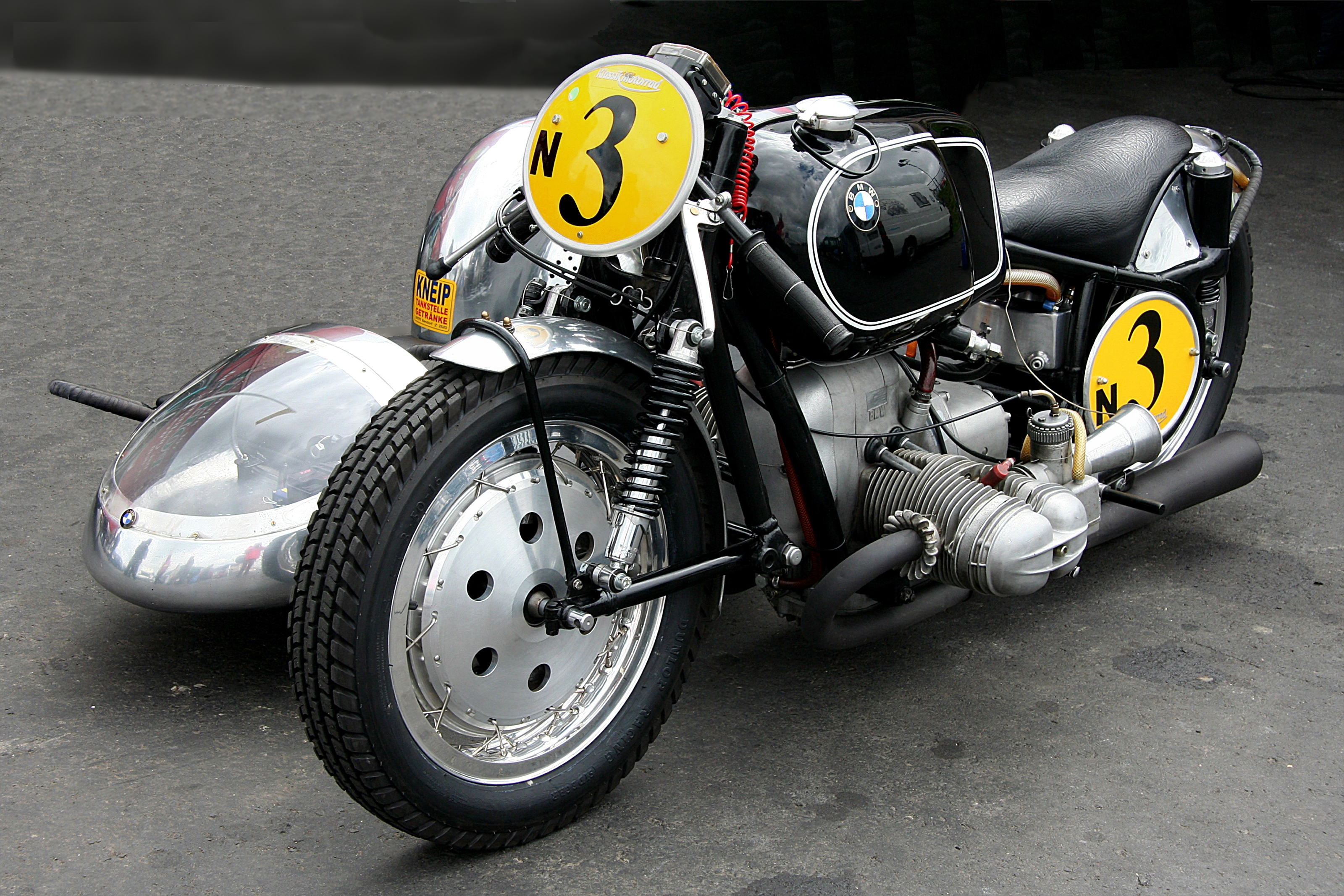
Renngespann auf Basis der R 50 (Eigenbau)

Das Modell R 50 ist ein von BMW in der zweiten Hälfte der 1950er Jahre hergestelltes Motorrad mit 2-Zylinder-Viertakt-OHV-Boxermotor. Es ist das Basismodell einer Baureihe von weitenteils baugleichen Touren- und Sportmotorrädern mit unterschiedlich starken Motoren, die in diesem Artikel mit den technischen Daten insgesamt dargestellt werden. Die „Sportmaschinen“ R 50 S, R 69 und R 69 S werden im gesonderten Artikel BMW R 50 S beschrieben.
Der Vorgänger der R 50 war das Modell BMW R 51/3 mit 18 kW Nennleistung, mit Teleskopgabel und Geradwegfederung. Von ihr unterscheidet sich die ab 1955 gebaute R 50 durch das ein Vollschwingen-Fahrwerk mit geschobener Langschwinge und Hinterradschwinge sowie gekapselter Federung und die leicht auf 19 kW gesteigerte Motorleistung.

## Konstruktionsmerkmale
Der Doppelrohr-Rahmen ist aus Stahlrohr geschweißt mit seitlich angebrachten Kugelköpfen für den Seitenwagen-Betrieb. Der TR 500 von Steib war ein angemessener Seitenwagen, der jedoch eine spezielle Zahnradübersetzung des Kardanantriebes erfordert. Die Schutzbleche und der Tank sind aus Stahlblech. Die Felgen und die Vollnaben sind aus Aluminium.
Der Motorblock ist wie das Getriebe und der Hinterachsantrieb aus Aluminiumguss. Motor und Auspuffanlage sind direkt mit dem Rahmen verschraubt. Nur die obere Befestigung des Motors am Rahmen ist mit Gummischeiben ausgeführt. Das Getriebegehäuse ist am Motorblock angeschraubt.

### Motor
Der Motor ist wie beim Vorgängermodell ein längs eingebauter Zweizylinder-Viertakt-Boxermotor. Die Zylinder sind aus Grauguss, die Zylinderköpfe aus Aluminium. Die über ein Zahnradpaar angetriebene Nockenwelle liegt über der Kurbelwelle. Sie betätigt über Stößel, in verchromten Stahlrohren laufende Stoßstangen und Kipphebel die hängenden Ventile. In Bronzebuchsen gelagert sind die Kipphebel und der Kolbenbolzen im oberen Pleuelauge. Die Ölpumpe ist vorn unterhalb der Kurbelwelle eingebaut. Sie wird als eine einfache Zahnradpumpe (mit entsprechender Untersetzung) von der Kurbelwelle über Zahnräder angetrieben. Auf dem vorderen Kurbelwellenstumpf sitzt hinter dem Aluminiumdeckel die wasserdicht gekapselte Gleichstrom-Lichtmaschine. Der Laderegler für den Bleiakkumulator ist unter dem Deckel der Lichtmaschine platziert. Auf dem hinteren Kurbelwellenstumpf sitzt die schwere Schwungscheibe (mit  im Schauloch einsehbarer Zündeinstellmarkierung), die die Einscheibentrockenkupplung aufnimmt. Die Kupplung wird über ein Drucklager und eine durch die hohle Getriebehauptwelle verlaufende Druckstange betätigt.
Die Schiebervergaser sind 24er Bing-Schwimmerkammervergaser (Modell: 1/22/45, -46, 1/22/131 oder -132) mit konischer Nadel im Rundschieber. Das Nass-Luftfilterelement sitzt auf dem Getriebe. Der Ansaugfilter ist ein Stahlnetz, das mit Öl benetzt wird, an dem der Staub sich festsetzt. Er dient der groben Filterung der Ansaugluft. Der Luftfilter wird zur Wartung nicht gewechselt, sondern gereinigt und mit Öl neu benetzt.

### Antrieb
Die R 50 hat ein fußgeschaltetes Vierganggetriebe mit Klauenschaltung, Leerlaufanzeige und Kickstarter. Ein bei den früheren BMW-Motorrädern oft zu findender zusätzlicher Handschalthebel fehlt bei diesem Modell. Der Antriebsstrang erfordert am Getriebeausgang wegen der beweglichen Schwinge ein winkelbewegliches und längentolerantes Drehmomentübertragungselement. Dazu befindet sich am Getriebeausgang ein Kardangelenk und am Eingang der Hinterradübersetzung ein Längenausgleich. Eine Hardyscheibe ist, wie bei den Vorgängermodellen noch üblich, nicht verwendet worden. Die Kardanwelle zum Hinterrad läuft im Stahlrohr der Hinterradschwinge, die am Ende das Aluminium-Winkelgetriebe mit Spiralkegelradverzahnung (90°-Umlenkung) aufnimmt. Der gesamte Antriebsstrang ist gegen Verschmutzungen und Feuchtigkeit gekapselt und bis auf den alle 12.000 km erforderlichen Ölwechsel wartungsfrei.

### Räder und Bremsanlage
Die R 50 war das erste Zweizylinder-Motorrad von BMW nach der R 51/3, das Aluminium-Vollnabenbremsen und Alufelgen hatte. Das Vorgängermodell R 51/3 hatte noch Stahlhalbnaben-Bremsen („Dosendeckel“-Bremsen) mit Stahlfelgen, die nicht die Verzögerungswerte erreichen wie die modernen Aluminiumnaben mit größerer Bremsfläche.

### Fahrwerk
Das Fahrgestell ist ein geschweißter Doppelrohrrahmen aus Stahl. Es wurde bis auf Detailänderungen im Zuge der Modellpflege bei der gesamten Serie von der R 50 bis zur R 69 S verwendet. Das Vorderrad wird an einer geschobenen Langarmschwinge mit zwei Federbeinen und Öldruckstoßdämpfern geführt, das Hinterrad an einer Langschwinge, ebenfalls von zwei Federbeinen mit integrierten Öldruckstoßdämpfern gefedert und gedämpft. Die hintere Federvorspannung kann auf den Betrieb mit Sozius in zwei Stufen umgestellt werden. Eine Besonderheit ist die bis ins Detail vorbereitete Beiwagen-Betriebsmöglichkeit: Die vordere Langschwinge kann mit einer umsteckbaren Gewindestange – auf kurzen Nachlauf – zwecks leichter Lenkbarkeit im Gespannbetrieb umgestellt werden. Mit zwei zusätzlichen Bolzenaugen unter dem Lenkkopf, die das Verstellen der vorderen Stoßdämpfer erlauben, können andere obere Anlenkpunkte bezüglich der Lenkgeometrie für eine größere Bodenfreiheit genutzt werden. Bei Seitenwagenbetrieb muss die Hinterradübersetzung geändert werden und somit auch der Tachometer.

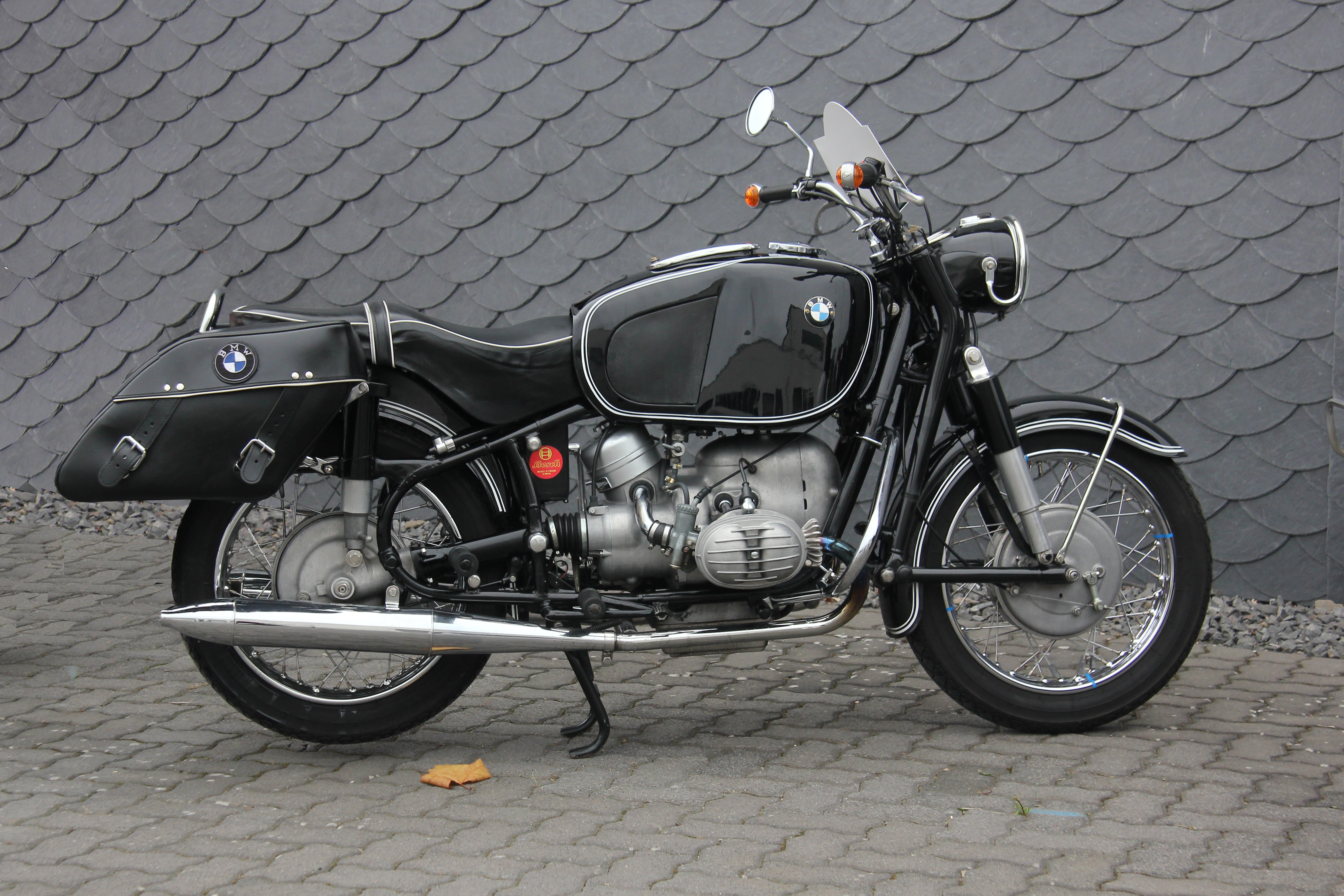
BMW R 60/2, Baujahr 1965, mit Hoske-Tank

## Typologie
Die BMW R 50 als Zweizylinder-Basismodell steht in der großen Tradition der Vorkriegs-Boxer-Motorräder R 5, R 6 und anderen. Das Grundkonzept des Antriebs mit längsliegender Kurbelwelle, Boxermotor und Kardanantrieb zum Hinterrad blieb immer gleich, jedoch änderte sich mit der R 50 insbesondere am Fahrwerk so viel, dass diese Maschine, ihre „Sport“-Variante BMW R 50 S, ihre hubraumstärkeren Parallelmodelle BMW R 60 und BMW R 69 zusammen eine neue Kategorie bilden. Ab der Vollschwingen-Modellreihe bzw. seit 1955 laufen die Kardanwellen der Zweizylinder-BMW-Motorräder im Ölbad (bis zur Einführung des Paralever-Systems).
Die Baureihe R 50/R 60 wurde 1960 als R 50/2 und R 60/2 überarbeitet, mit gleichen Motoren und einem in Details verstärkten Fahrwerk.
Siehe auch den Artikel Vollschwingen-BMW.

## Technische Daten

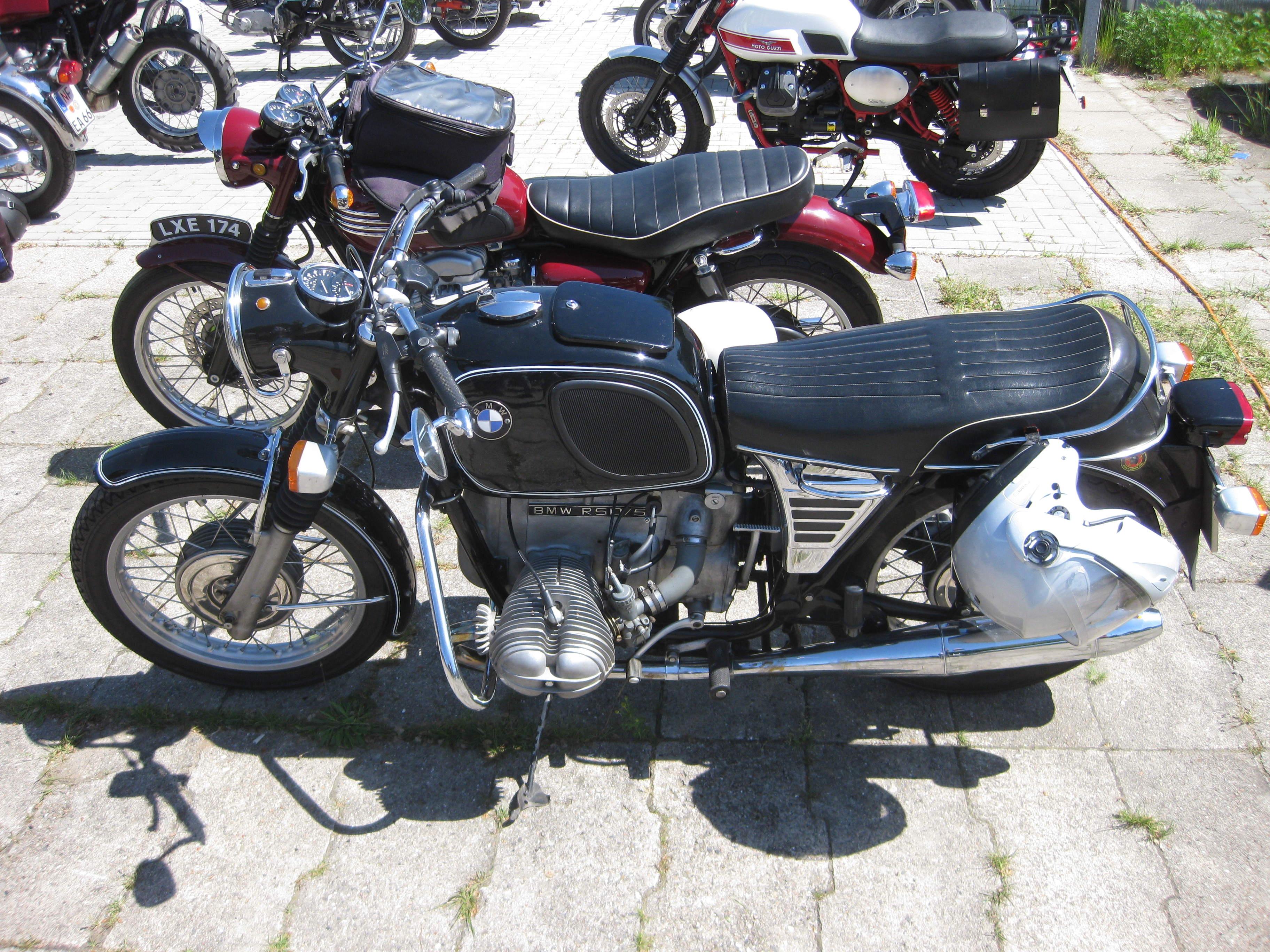
BMW R50/5

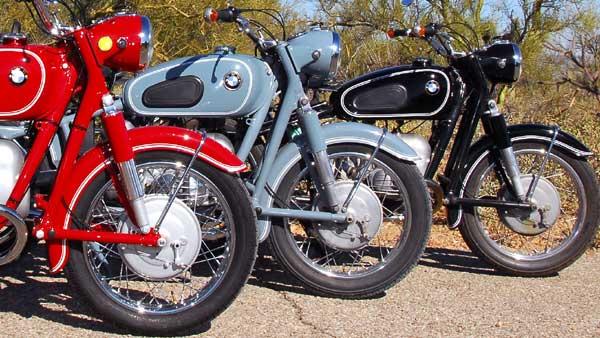
Drei BMWs: rote R60/2 – blaue R50/2 – schwarze R60/2

|                  | R 50                                    | R 60                                    | R 69                                    | R 50/2                                  | R 60/2                                  | R 50 S                                  | R 69 S                                  |
| ---------------- | --------------------------------------- | --------------------------------------- | --------------------------------------- | --------------------------------------- | --------------------------------------- | --------------------------------------- | --------------------------------------- |
| Bauart           | Touren-/Sportmotorrad mit Kardanantrieb | Touren-/Sportmotorrad mit Kardanantrieb | Touren-/Sportmotorrad mit Kardanantrieb | Touren-/Sportmotorrad mit Kardanantrieb | Touren-/Sportmotorrad mit Kardanantrieb | Touren-/Sportmotorrad mit Kardanantrieb | Touren-/Sportmotorrad mit Kardanantrieb |
| Motor            | Zweizyl.- Boxer, OHV-Viertakt           | Zweizyl.- Boxer, OHV-Viertakt           | Zweizyl.- Boxer, OHV-Viertakt           | Zweizyl.- Boxer, OHV-Viertakt           | Zweizyl.- Boxer, OHV-Viertakt           | Zweizyl.- Boxer, OHV-Viertakt           | Zweizyl.- Boxer, OHV-Viertakt           |
| Bauzeit          | 1955–1960                               | 1955–1960                               | 1955–1960                               | 1960–1969                               | 1960–1969                               | 1960–1969                               | 1960–1969                               |
| Bohrung (mm)     | 68                                      | 72                                      | 72                                      | 68                                      | 72                                      | 68                                      | 72                                      |
| Hub (mm)         | 68                                      | 73                                      | 73                                      | 68                                      | 73                                      | 68                                      | 73                                      |
| Hubraum (cm³)    | 490                                     | 590                                     | 590                                     | 490                                     | 590                                     | 490                                     | 590                                     |
| Leistung (kW/PS) | 19/26                                   | 21/28                                   | 26/35                                   | 19/26                                   | 22/30                                   | 26/35                                   | 31/42                                   |
| Vmax (km/h)      | 145                                     | 150                                     | 155                                     | 145                                     | 150 / mit Seitenwagen 110               | 155                                     | 175                                     |
| Leergewicht      | ca. 198 kg                              | ca. 198 kg                              | ca. 198 kg                              | ca. 198 kg                              | ca. 198 kg                              | ca. 198 kg                              | ca. 198 kg                              |
| Gesamtgewicht    | 360 kg, mit Seitenwagen 600 kg          | 360 kg, mit Seitenwagen 600 kg          | 360 kg, mit Seitenwagen 600 kg          | 360 kg, mit Seitenwagen 600 kg          | 360 kg, mit Seitenwagen 600 kg          | 360 kg, mit Seitenwagen 600 kg          | 360 kg, mit Seitenwagen 600 kg          |
| Tankinhalt       | ca. 18 l                                | ca. 18 l                                | ca. 18 l                                | ca. 18 l                                | ca. 18 l                                | ca. 18 l                                | ca. 18 l                                |